# Perugia Calcio

Perugia Calcio je italijanski nogometni klub s sedežem v mestu Perugia. Klub je bil ustanovljen leta 1905.
Po več škandalih so klub reorganizirali leta 2005 in še enkrat leta 2010.